# کشتی لیبرتی
کشتی‌های لیبرتی (به انگلیسی: Liberty ships) کلاسی از کشتی‌های باربری بودند که در جریان جنگ جهانی دوم در ایالات متحده آمریکا ساخته شدند. با وجود داشتن کانسپتی بریتانیایی، طراحی این کشتی به دلیل سادگی و ساخت ارزان‌قیمتش توسط ایالات متحده انجام شد. کشتی لیبرتی با تولید انبوه در مقیاسی بی‌سابقه، برای نشان دادن قدرت صنعتی ایالات متحده در زمان جنگ، ساخته شد.
این کلاس به این دلیل ساخته شد تا سفارشات حمل و نقل بریتانیایی‌ها را برآورده کند تا به عنوان جایگزینی برای کشتی‌هایی باشد که از دست رفته بودند. 18 کارخانه کشتی‌سازی آمریکایی ،۲۷۱۰ کشتی لیبرتی را بین سالهای ۱۹۴۱ تا ۱۹۴۵ ساختند (به‌طور متوسط در هر دو روز ۳ کشتی لیبرتی) که به راحتی تبدیل به بیشترین تعداد از کشتی‌های تولید شده از طراحی یکسان بود.
این تولیدات آنها مشابه (البته در مقیاسی بسیار بزرگتر) تولید "Hog Islander" و همچنین کشتی‌های مشابه استاندارد شده در دوران جنگ جهانی اول بود.
ازدیاد تلاش‌ها، تعداد کشتی‌های ساخته شده، نقش کارگران زن در ساخت آنها و سالم ماندن بعضی از آنها بسیار بیشتر از عمر طراحی شده ۵ ساله‌شان، دست به دست یکدیگر دادند تا آنها را به سرمایه‌گذاری طولانی تبدیل کند.

## تاریخچه و خدمت

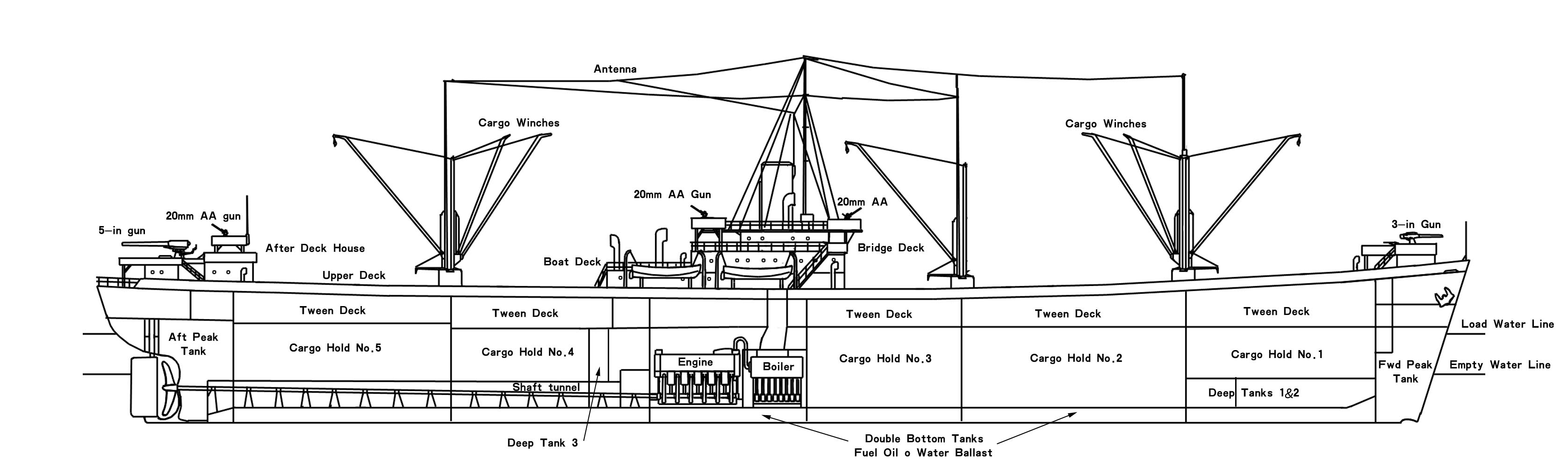
نقشه نیمرخ یک کشتی لیبرتی

### طراحی
در سال ۱۹۳۶، قانون دریایی تجاری آمریکا یارانه ساخت سالانه ۵۰ کشتی تجاری که می‌توانستند در زمان جنگ توسط نیروی دریایی ایالات متحده به عنوان امداد دریایی، که خدمه کشتی‌های تجاری ایالات متحده را به خدمت گرفته‌اند، تصویب شد. این تعداد یک بار در سال ۱۹۳۹ و دوباره در سال ۱۹۴۰ دو برابر شد. به ۲۰۰ کشتی در سال رسید. نوع کشتی‌ها شامل دو تانکر و سه نوع کشتی تجاری بود که همگی با توربین‌های بخار نیرو می‌گرفتند. ظرفیت محدود صنعتی، به ویژه برای چرخ دنده‌های کاهشی، به این معنی بود که تعداد نسبتاً کمی از این کشتی‌ها ساخته شده‌اند.
در سال ۱۹۴۰، دولت بریتانیا ۶۰ فروند کشتی باری کلاس اقیانوس‌پیما را از کارخانه‌های کشتی‌سازی آمریکایی برای جایگزینی خسارات جنگی و تقویت ناوگان تجاری سفارش داد. این کشتی‌ها ساده اما نسبتاً بزرگ (در آن زمان) با یک موتور بخار ترکیبی ۲۵۰۰ اسب بخاری (۱۹۰۰ کیلووات) با طراحی منسوخ اما قابل اعتماد بودند. بریتانیا نوع خاص موتور، که بر پایه سوختن زغال سنگ حرارت خود را تأمین می‌کرد، برای سفارشاتش انتخاب کرد، زیرا در آن زمان معادن زغال سنگ گسترده‌ای داشت و تولید نفت داخلی قابل توجهی نداشت.

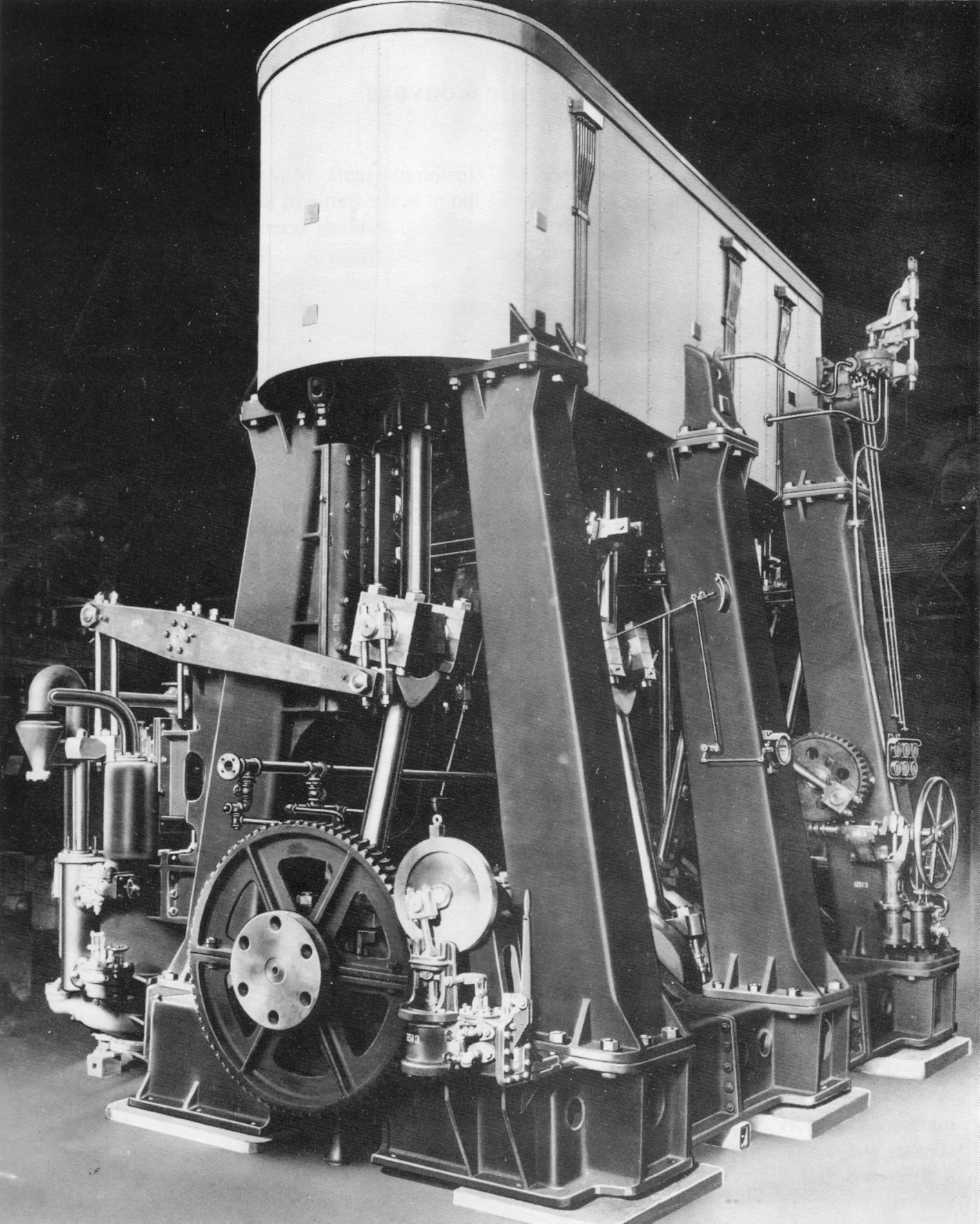
نمونه‌ای از موتور سه برابر انبساط عمودی ۱۴۰ تونی که در طول جنگ جهانی دوم نیروی موردنیاز کشتی‌های لیبرتی را فراهم می‌کرد. این نمونه‌ای از آن موتور است که پیش از تحویل سرهم‌بندی شده‌است.

طراحی‌های پیشین، که شامل «Northeast Coast, Open Shelter Deck Steamer» (نام کشتی‌ها) بودند، بر اساس یک کشتی ساده بودند که در اصل در ساندرلند (به انگلیسی: Sunderland) توسط J.L. Thompson & Sons بر اساس طرحی در سال ۱۹۳۹ طراحی شده بودند که در اصل برای یک کشتی بخار ساده تجاری که ساخت و اداره کردن و ناوبری ارزانی داشت، بود. (به Silver Line را نیز ببینید). SS Dorington Court ساخته شده در سال ۱۹۳۹، مثالی از آن طراحی هاست. این سفارش افزایش ۱۸ اینچی (۰٫۴۶ متر) در draft (فاصله بین سطح آب و عمیق‌ترین نقطه کشتی) را برای افزایش displacement(وزن آب جابجا شده هنگام شناور بودن کشتی) از ۸۰۰ تن بلند (۸۱۰ تن) به ۱۰۱۰۰ تن بلند (۱۰۳۰۰ تن) را به‌طور مخصوص، درخواست کرد. محل اسکان، پل و موتور اصلی در میان کشتی قرار داشتند و یک تونل محور اصلی موتور را از طریق یک ابزار طولانی کشیده شده به انتهای کشتی، به پروانه متصل می‌کرد. اولین کشتی کلاس اقیانوس‌پیما، SS Ocean Vanguard، در ۱۶ اوت ۱۹۴۱ به آب انداخته شد.
این طرح توسط کمیسیون دریایی ایالات متحده، برای افزایش انطباق با شیوه‌های ساخت و تولید آمریکایی و حتی مهمتر از آن برای ساخت سریعتر و ارزان‌تر آن، اصلاح شد. نسخه ایالات متحده با نام "EC2-S-C1" شناخته می‌شد: "EC" برای محموله‌های اضطراری، "۲" برای کشتی‌هایی با طول بین ۴۰۰ تا ۴۵۰ فوت (۱۲۰ تا ۱۴۰ متر) (طول خط آب بار)، "S" برای موتورهای بخار و 'C1' برای کد طراحی C1. طراحی جدید، بسیاری از پرچ‌ها را، که یک سوم هزینه‌های نیروی کار را به خود اختصاص می‌داد، با جوشکاری جایگزین کرد و دارای منابع حرارتی بر پایه سوزاندن نفت بود. این طراحی به عنوان یک طراحی قانون دریایی تجاری پذیرفته شد و تولید آن به مجموعه‌ای از شرکت‌های مهندسی و ساخت‌وساز ساحل غربی به ریاست هنری جی. کایزر که معروف به شش شرکت بودند، اعطا شد. کشتی‌های لیبرتی برای حمل ۱۰۰۰۰ تن بلند (۱۰۲۰۰ تن) محموله طراحی شده بودند که معمولاً در هر کشتی صرفاً یک نوع از آن‌ها بود، اما در زمان جنگ، معمولاً بارهایی بسیار بیشتر از این را حمل می‌کردند.
در ۲۷ مارس ۱۹۴۱، تعداد کشتی‌های اجارهای مطابق قانون تخصیص اقدامات امدادی به ۲۰۰ کشتی افزایش یافت و در آوریل مجدداً به ۳۰۶ کشتی رسید که از این تعداد ۱۱۷ فروند از نوع کشتی لیبرتی بودند.

### مدل‌ها
طرح اولیه نوع باری EC2-S-C1 در طول ساخت و ساز عمدتاً به سه تیپ با همان ابعاد اولیه و تغییرات جزئی در تناژ دسته‌بندی شد. یکی از این تیپ‌ها، با ویژگی‌های اصلی یکسان، اما با شماره مدل‌های متفاوت، به جای 5 فضای نگه‌دارنده، ۴ فضای نگه‌دارنده داشت که توسط دریچه‌های بزرگ و ستون‌های عمودی با تحمل بالا، نیروی ثابت نگه‌داشتنشان تأمین می‌شد. آن کشتی‌های دارای ۴ فضای نگه‌دارنده، برای حمل تانک‌ها و هواپیماهایی که به‌طور مخصوص در جعبه منتقل می‌شدند، تعیین شده بودند.
در انتشار ثبت دقیق فدرال از قیمت‌ها و حق کمیسیون‌های دریایی، در دوران پس از جنگ، انواع کشتی لیبرتی به شرح زیر ذکر شده‌است:
- EC2-S-AW1: Collier (همه نام‌های ذکر شده از انواع لایه‌های زغال سنگ شناخته‌شده مثل لایه بنر، لایه بکلی و درز بون ایر گرفته شده‌اند)
- Z-EC2-S-C2: حمل‌کننده تانک (چهار فضای نگه‌دارنده و تیر عمودی با تحمل بالا) – به‌طور مثال اس اس فردریک سی. هاو
- Z-ET1-S-C3: تانکر – به‌طور مثال SS Carl R. Gray و برخی از این تانکرها تبدیل به نفتکش کلاس آرمادیلو نیروی دریایی شدند.
- Z-EC2-S-C5: حمل‌ونقل هواپیماهایی که در جعبه جابه‌جا می‌شدند (چهار انبار و تیر عمودی با تحمل بالا) -مثال SS Albert M. Boe و SS Charles A. Draper (عکس نشان‌دهنده انبارها و تیرهای عمودی با تحمل بالا) و برخی از آنها به کشتی رادار کلاس Guardian نیروی دریایی تبدیل شدند.

جزئیات نوع حامل تانک Z-EC2-S-C2 پیش‌تر از این، تا ۱۷ اوت ۱۹۴۶ منتشر نشده بود.
در آماده‌سازی برای ورود به خشکی در نرماندی و پس از آن برای حمایت از گسترش سریع حمل و نقل لجستیکی در خشکی، اصلاحاتی انجام شد تا کشتی‌های استاندارد لیبرتی برای حمل انبوه وسایل نقلیه مناسب تر شوند و در بایگانی‌های این کشتی، عنوان "MT" برای کشتی‌های حمل و نقل موتوری دیده می‌شود. در این تیپ کشتی‌ها، چهار انبار با وسایل نقلیه بارگیری می‌شد، در حالی که پنجمی برای اسکان رانندگان و کمک‌رانندگان مورد استفاده قرار می‌گرفت.
تغییراتی که منجر حمل و نقل نیروهای انسانی گردید، دارای نامگذاری خاصی نبود. انتقال نیروهای انسانی کمی جلوتر مورد بحث قرار گرفته‌است.

### نیروی محرکه

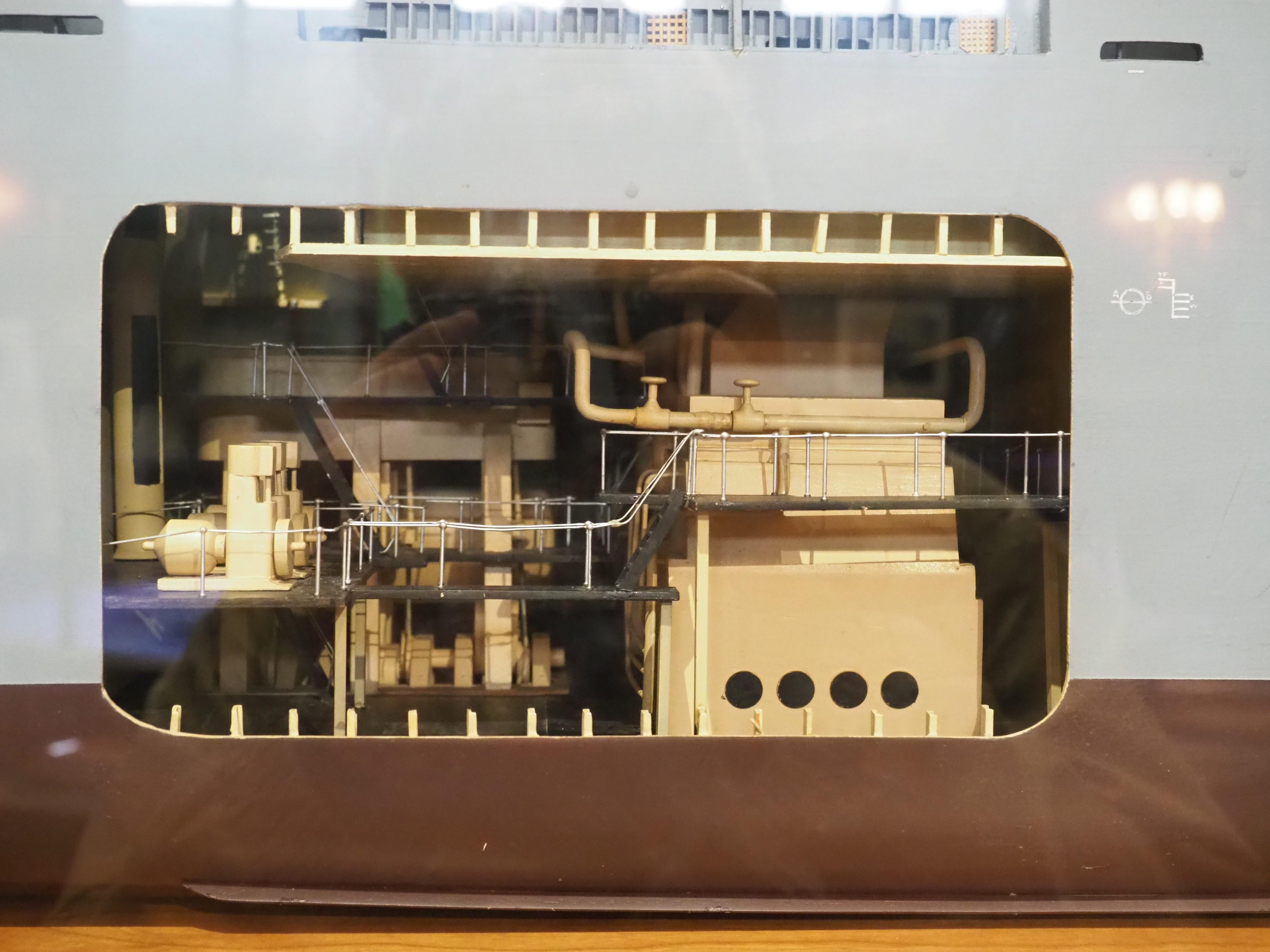
موتور خانه (مدل برش داده شده)

تا سال ۱۹۴۱، توربین بخار به دلیل کارایی بیشتر در مقایسه با موتورهای بخار مرکب رفت و برگشتی اولیه، برای نیروی محرکه کشتی‌ها ترجیح داده می‌شد. با وجود اینکه موتورهای توربین بخار به تکنیک‌های ساخت و متعادل‌سازی بسیار دقیق و چرخ‌دنده کاهشی پیچیده‌ای نیاز داشتند، شرکت‌هایی که قادر به ساخت آن‌ها بودند قبلاً به برنامه ساخت و ساز بزرگ برای کشتی‌های جنگی متعهد شده‌بودند؛ بنابراین، یک موتور بخار انبساط سه‌برابری عمودی ۱۴۰ تنی با طراحی‌ای منسوخ برای تأمین نیروی محرکه کشتی‌های لیبرتی انتخاب شد، زیرا ساخت آن در مقیاس و تعداد مورد نیاز برای برنامه کشتی لیبرتی، ارزان‌تر و آسان‌تر بود و شرکت‌های بیشتری می‌توانستند آن را تولید کنند. در نهایت، هجده شرکت مختلف موتور را تولید کردند. این امر مزیت‌های سادگی و سطوح ناهموار مختلف را نیز به همراه داشت. قطعات تولید شده توسط یک شرکت قابل تعویض با قطعات ساخته شده توسط یک شرکت دیگر بودند و باز بودن و ناهمواری طراحی آن باعث می‌شد که بیشتر قطعات متحرک آن به راحتی قابل مشاهده، در دسترس و قابل روغن‌کاری باشد. موتور که دارای ۲۱ فوت (۶٫۴ متر) طول و ۱۹ فوت (۵٫۸ متر) ارتفاع بود، برای کار در ۷۶ دور در دقیقه و پیشرانی یک کشتی لیبرتی با سرعت حدود ۱۱ گره (۲۰ کیلومتر در ساعت، ۱۳ مایل در ساعت) طراحی شده بود.

### ساخت و تولید
کشتی‌ها از بخش‌هایی ساخته شده بودند که به هم جوش داده می‌شدند. این شبیه به روشی است که پالمرز در جارو، مکانی در شمال شرقی انگلستان، استفاده می‌کرد، اما به جای جوشکاری از پرچ‌کاری بهره برد. ساخت کشتی‌هایی که به روش پرچ‌کاری ساخته می‌شدند، چندین ماه طول می‌کشید. نیروی کار، تازه آموزش دیده بود—هیچ‌کس قبلاً کشتی‌هایی با روش جوشکاری نساخته بود. با ورود آمریکا به جنگ، کارخانه‌های کشتی سازی، زنان را به کار گرفتند تا جایگزین مردانی شوند که در نیروهای مسلح نام‌نویسی می‌کردند.

ساخت یک کشتی لیبرتی در کشتی سازی Bethlehem-Fairfield، بالتیمور، مریلند، در مارس / آوریل ۱۹۴۳
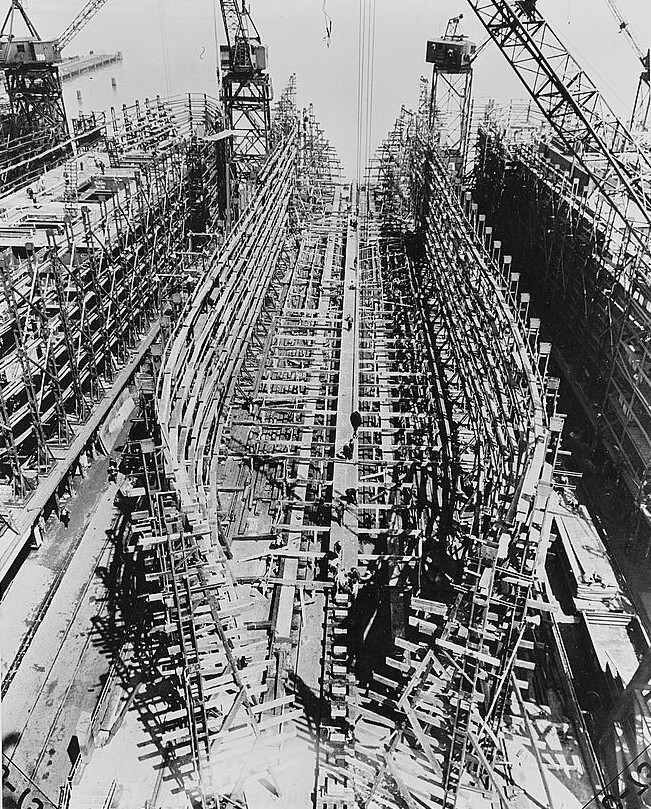
روزدوم: جایگذاری صفحات حمل‌کننده اصلی
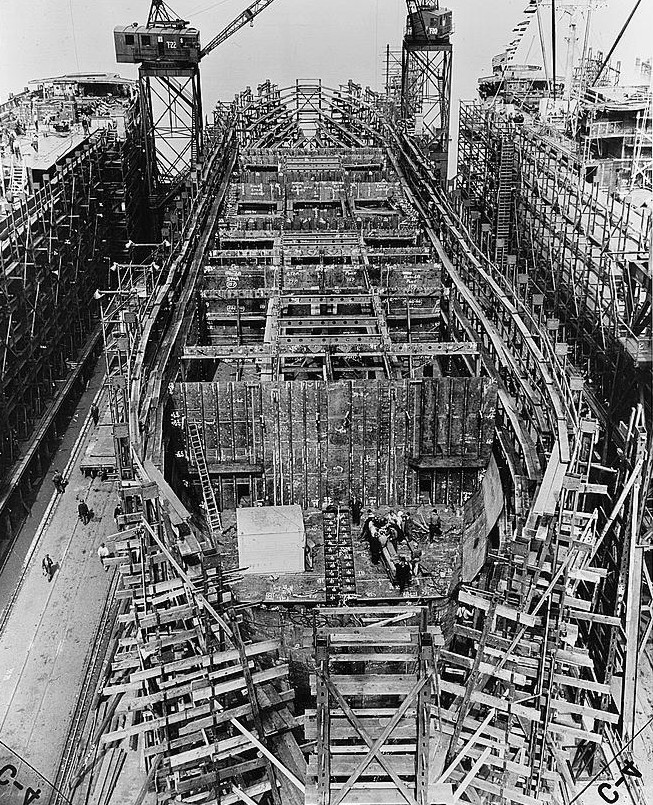
روز ششم: دیوارها و تیرهای زیر عرشه دوم در جای خود قرار می‌گیرند
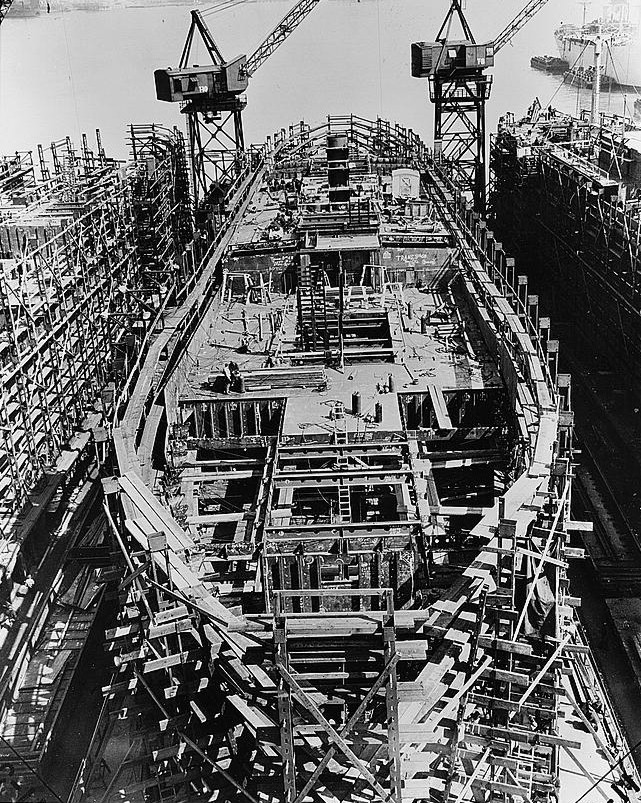
روز دهم: عرشه پایین در حال تکمیل می‌باشد و عرشه بالایی در میان کشتی برپا می‌شود
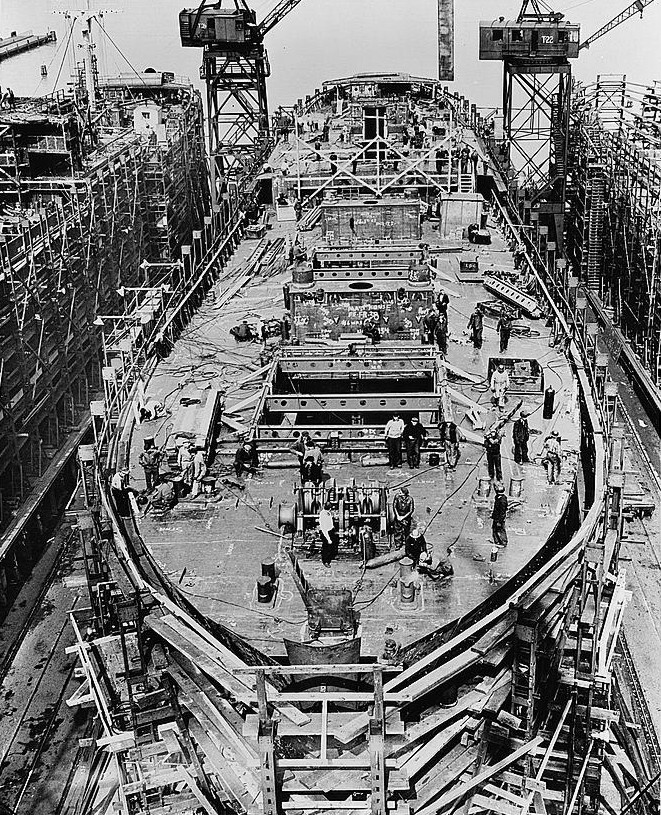
روز چهاردهم: عرشه فوقانی ساخته شده و محفظه‌های عرشه و پس از آن در جای خود قرار گرفته‌اند
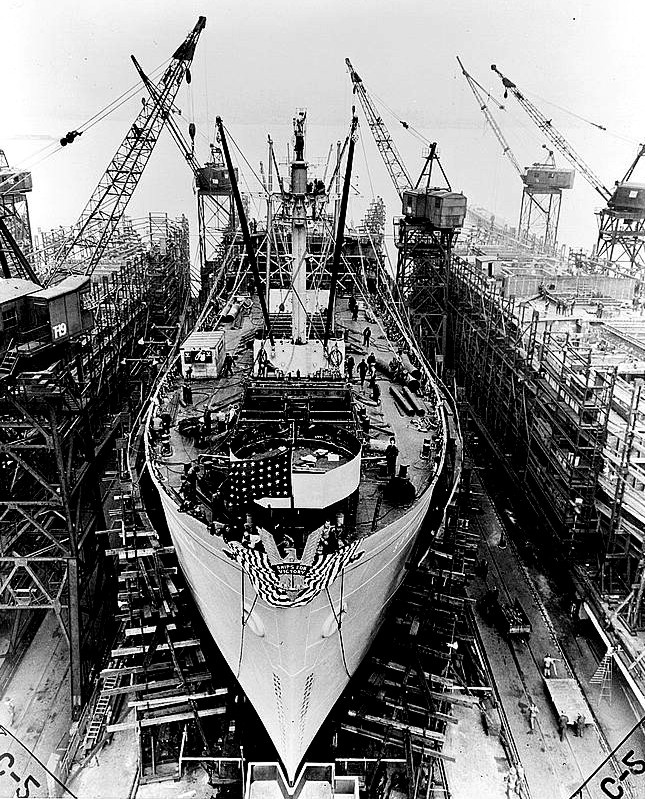
روز بیست و چهارم: کشتی آماده به آب انداختن است

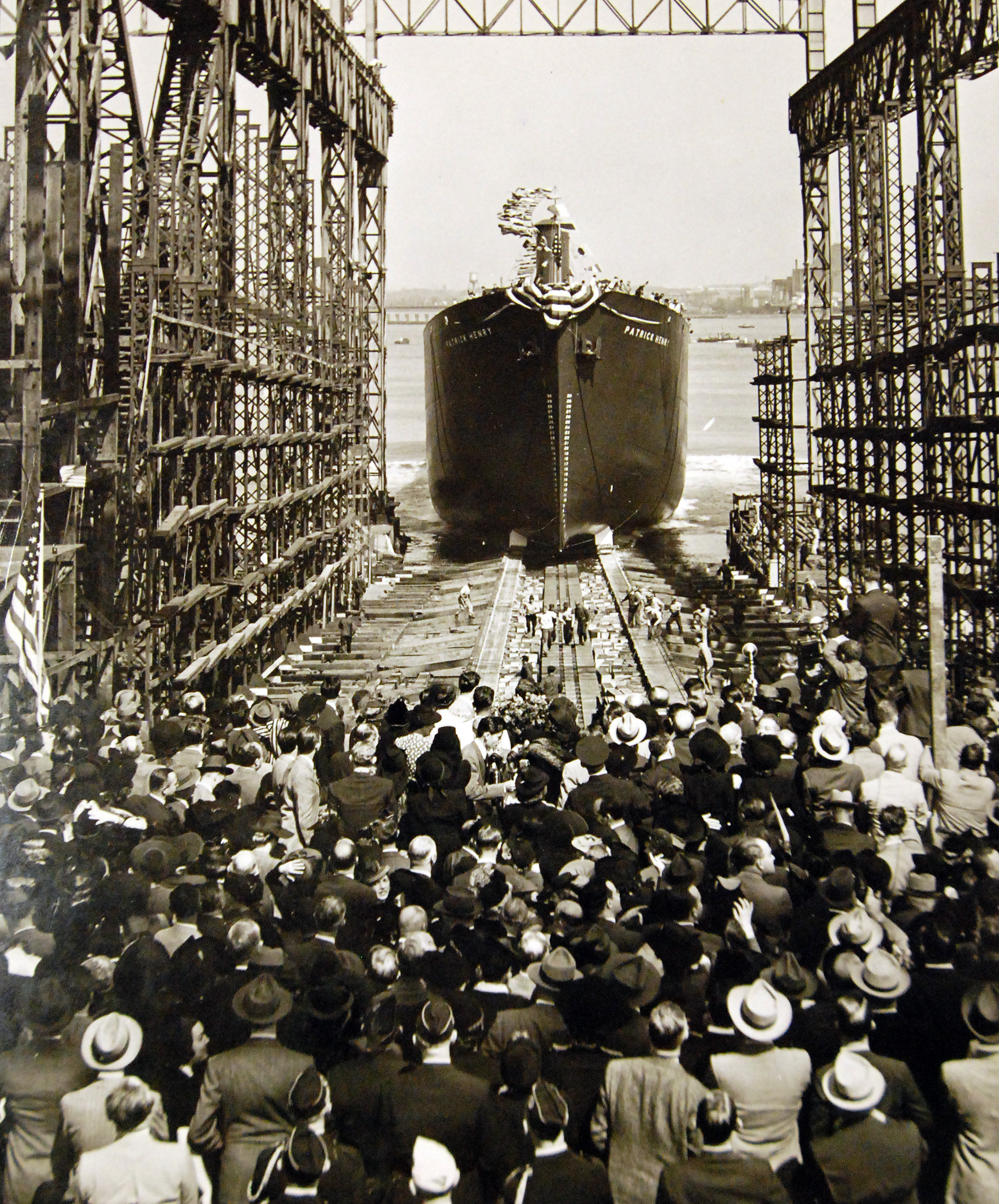
به آب انداختن SS Patrick Henry، اولین کشتی لیبرتی، ۲۷ سپتامبر ۱۹۴۱.

این کشتی‌ها در ابتدا به دلیل ظاهرشان، وجهه عمومی ضعیفی داشتند. رئیس‌جمهور فرانکلین دی. روزولت در یک سخنرانی که برنامه کشتی سازی اضطراری را اعلام کرد، از این کشتی به عنوان "یک شیء دلهره‌آور" یاد کرد و مجله تایم آن را "جوجه اردک زشت" نامید. ۲۷ سپتامبر ۱۹۴۱، روز ناوگان کشتی لیبرتی نامگذاری شد تا اذهان عمومی را آرام کند، چرا که ۱۴ کشتی برای اولین بار به‌طور "اورژانسی" در آن روز به آب انداخته شدند. اولین آنها اس اس پاتریک هنری بود که توسط رئیس‌جمهور روزولت به آب انداخته‌شد. در سخنانی در مراسم به آب اندازی، رئیس‌جمهور روزولت به سخنرانی پاتریک هنری در سال ۱۷۷۵ اشاره کرد که با عبارت "به من آزادی بده یا مرگ را" به پایان می‌رسید. روزولت گفت که این دسته جدید از کشتی‌ها آزادی را به اروپا می‌آورند که باعث خلق و گسترش نام کشتی لیبرتی شد.
ساخت اولین کشتی‌ها حدود ۲۳۰ روز طول می‌کشید (ساخت پاتریک هنری ۲۴۴ روز طول کشید)، اما میانگین آن در نهایت به ۴۲ روز کاهش یافت. رکورد زمان ساخت توسط SS Robert E. Peary شکسته شد، این کشتی ۴ روز و ۱۵٫۵ ساعت پس از گذاشتن صفحات حمل‌کننده اصلی به آب انداخته شد، اگرچه این شگرد تبلیغاتی تکرار نشد: با این وجود که بسیاری از کارهای نصب تجهیزات و کارهای دیگر انجام نشده‌بود، Peary به آب انداخته شد. کشتی‌ها به سبک خط تولید، از بخش‌های از پیش ساخته شده، ساخته می‌شدند. در سال ۱۹۴۳، روزانه سه کشتی لیبرتی تکمیل می‌شدند. آنها معمولاً به نام آمریکایی‌های مشهور نامگذاری می‌شدند و فرایند نام‌گذاری با اسامی امضا کنندگان اعلامیهٔ استقلال شروع شد. ۱۷ کشتی لیبرتی به افتخار آفریقایی-آمریکایی‌های برجسته نامگذاری شدند. اولین مورد، به افتخار بوکر تی. واشینگتن، توسط ماریان اندرسون در سال ۱۹۴۲ نام‌گذاری شد، و اس اس هاریت تابمن، که شناساگر تنها زنی که در لیست حضور داشت بود، در ۳ ژوئن ۱۹۴۴ نام‌گذاری شد.
هر گروهی که اوراق بهادار جنگی به ارزش ۲ میلیون دلار جمع‌آوری می‌کرد، می‌توانست نامی را برای این کشتی‌ها پیشنهاد کند. اکثر آنها نام افراد متوفی را پیشنهاد می‌دادند. تنها نام برگرفته از شخصی زنده نام فرانسیس جی. اوگارا، تحویل‌دار SS Jean Nicolet بود که تصور می‌شد در یک حمله زیردریایی کشته شده‌است، اما در واقع در اردوگاه اسرای جنگی ژاپنی جان سالم به در برده‌بود. دیگر استثناهای قاعده نام‌گذاری عبارتند از SS Stage Door Canteen، که نامش برگرفته از نام مجمع خیریه USO در نیویورک بود و SS U.S.O که نامش برگرفته از نام سازمان خدمات متحد (USO) بود.
یکی دیگر از معرفترین کشتی‌های لیبرتی SS Stephen Hopkins بود که در سال ۱۹۴۲، کشتی تجاری مهاجم آلمانی Stier را در یک نبرد تفنگ کشتی به کشتی غرق کرد و اولین کشتی آمریکایی بود که یک جنگنده آلمانی روی سطح را غرق کرد.

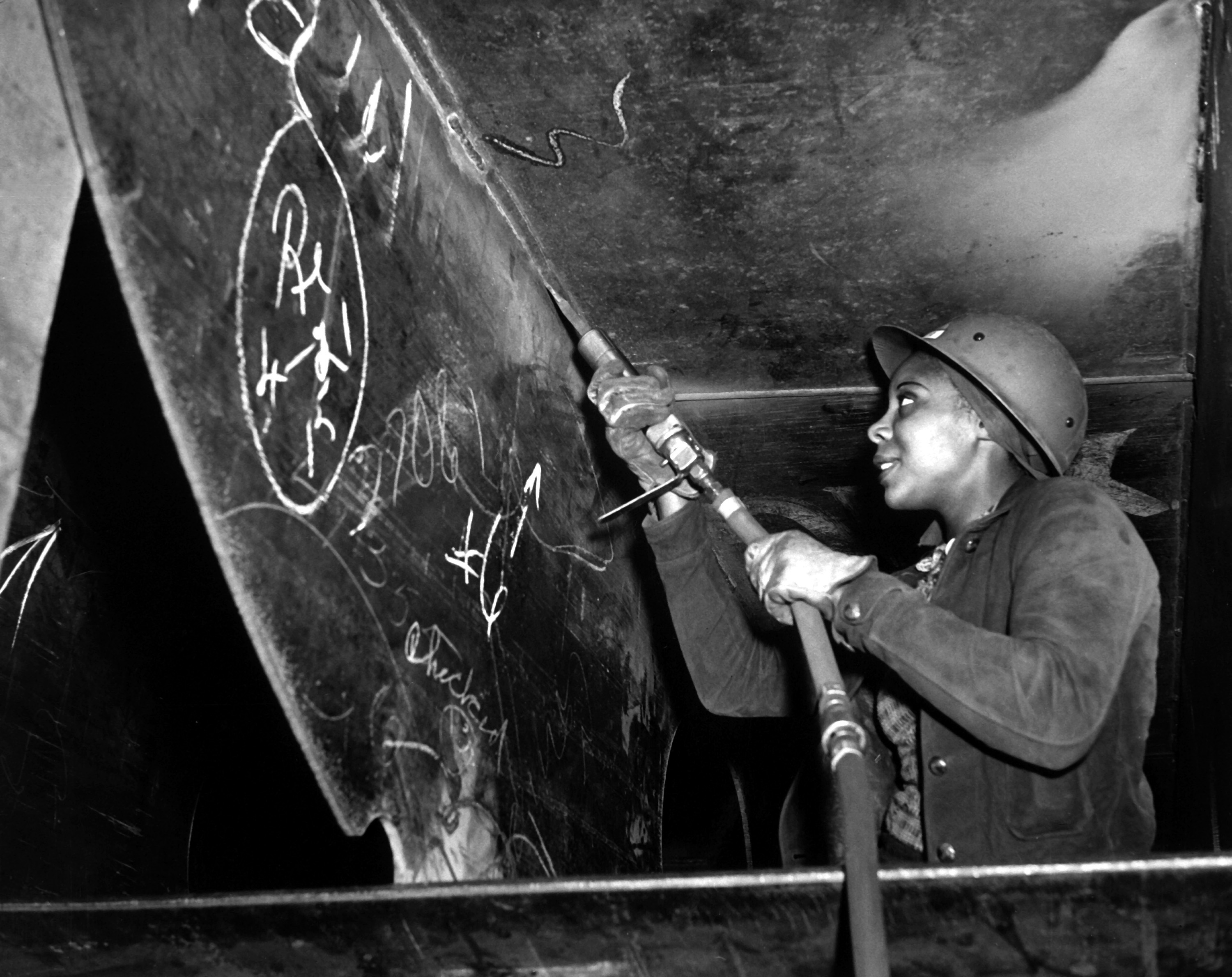
تصویری از ایستین کانر که شغل پیشنیش پیشخدمتی بود؛ در حال کار بر روی کشتی لیبرتی SS George Washington Carver در Kaiser shipyards واقع در ریچموند کالیفرنیا، که در سال ۱۹۴۳ گرفته شده‌است. این عکس از مجموعه‌ای از E. F. Joseph است که طبق درخواست کارگروه اطلاعات جنگ تهیه شده که وظیفه مستندسازی تلاش‌های آفریقایی-آمریکایی تبارها در دوران جنگ تهیه را داشت.

لاشه SS Richard Montgomery با 1500 تن کوتاه (۱۴۰۰ تن) مواد منفجره که هنوز در کشتی است، در نزدیکی سواحل کنت قرار دارد، که در صورت منفجر شدن، با یک سلاح هسته‌ای با بازده بسیار کم برابری خواهد کرد. SS E. A. Bryan با انرژی 2000 تنTNT (برابر با 8400 گیگاژول) در ژوئیه ۱۹۴۴ هنگام بارگیری منفجر شد و ۳۲۰ ملوان و غیرنظامی را در آنچه فاجعه بندر شیکاگو نامیده می‌شد، کشت. یکی دیگر از کشتی‌های لیبرتی که منفجر شد، کشتی مجدد نام‌گذاری شدهٔ SS Grandcamp بود که باعث فاجعه شهر تگزاس در ۱۶ آوریل ۱۹۴۷ شد و حداقل ۵۸۱ نفر را کشت.
از آوریل ۱۹۴۴ شش کشتی لیبرتی در پوینت کلیر، آلاباما، توسط نیروی هوایی ارتش ایالات متحده، به انبارهای شناور تعمیر هواپیماها تبدیل شدند که توسط سرویس حمل و نقل ارتش اداره می‌شدند. پروژه‌ای‌سری‌که‌پروژه Ivory Soap نامیده شد، که انبارهای پشتیبانی متحرک را برای بمب‌افکن‌هایB-29 Superfortress و جنگنده‌های P-51 Mustang مستقر در گوام، ایوو جیما، و اوکیناوا را فراهم می‌کرد، از دسامبر ۱۹۴۴ آغاز شد. با این حال، شش فروند ARU(F) (واحد تعمیراتی هواپیماهای شناور)، دارای سکوهایی برای فرود چهار هلیکوپتر Sikorsky R-4 بودند، که این هلیکوپترها برای تخلیه پزشکی مجروحان جنگی در جزایر فیلیپین و اوکیناوا مورد استفاده قرار می‌گرفتند.
آخرین کشتی لیبرتی تازه ساخته شده، SS Albert M. Boe بود که در ۲۶ سپتامبر ۱۹۴۵ به آب انداخته شد و در ۳۰ اکتبر ۱۹۴۵ تحویل داده شد. نام او به افتخار مهندس ارشد یک کشتی باری ارتش ایالات متحده گذاشته شده بود که پس از انفجار ۱۳ آوریل ۱۹۴۵ زیر عرشه مانده بود تا موتورهای آن کشتی را خاموش کند. اقدامی که پس از مرگ او مدال خدمات ممتاز دریایی تجاری را به ارمغان آورد. در سال ۱۹۵۰، یک کشتی لیبرتی «جدید» توسط Industriale Maritime SpA، جنوا، ایتالیا با استفاده از بخش کمانی کشتی برت ویلیامز و بخش پشتی کشتی ناتانیل بیکن ساخته شد که هر دوی آنها پیش‌تر غرق شده بودند. کشتی جدید SS Boccadasse نام گرفت که تا سال ۱۹۶۲ که از بین رفت، خدمت کرد.
چندین طرح از تانکرهای نفتی تولید انبوه شده نیز تولید شد که پرتعدادترین آنها تانکرهای سری T2 بودند که حدود ۴۹۰ تانکر از سال ۱۹۴۲ تا پایان سال ۱۹۴۵ ساخته شدند.

### مشکلات

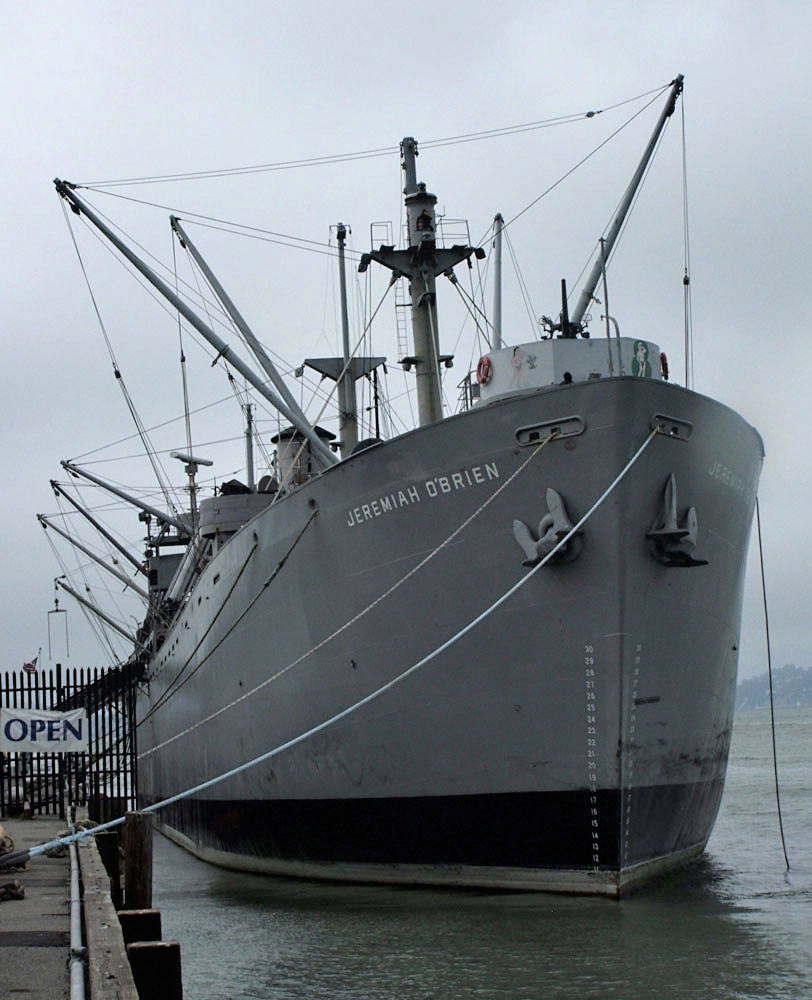
SS Jeremiah O'Brien

#### ترک‌ها و شکستگی‌های بدنه
کشتی‌های لیبرتی اولیه از ایجاد ترک‌هایی در بدنه و عرشه رنج می‌بردند و تعداد کمی از آن‌ها به دلیل چنین نقص‌های ساختاری از بین رفتند. در طول جنگ جهانی دوم نزدیک به ۱۵۰۰ مورد شکستگی ترد در این کشتی‌ها ایجاد شد. دوازده کشتی، از جمله سه کشتی از ۲۷۱۰ کشتی لیبرتی ساخته شده، بدون هیچگونه زنگ خطری به دو نیمه تقسیم شدند، از جمله SS John P. Gaines، که در ۲۴ نوامبر ۱۹۴۳ با از دست دادن ۱۰ نفر از خدمه غرق شد. در ابتدا ظن این مشکلات به گردن کارخانه‌های کشتی‌سازی افتاد، با این ادعا که اغلب آنه‌ها از کارگران بی‌تجربه و همچنین تکنیک‌های جدید جوشکاری برای تولید تعداد زیادی کشتی، با عجله و سرعت بالا استفاده می‌کنند.
وزارت حمل و نقل جنگ، Empire Duke ساخت بریتانیا را برای اهداف آزمایشی قرض گرفت. کنستانس تیپر از دانشگاه کمبریج به وضوح بیان کرد که شکستگی‌ها از محل‌های جوش‌کاری شروع نشده‌اند، بلکه ناشی از تردی فولاد مورد استفاده در دمای پایین بوده‌اند؛ وهمینطور بیان کرد که همان نوع فولادی که در ساخت‌وساز کشتی به روش پرچ‌کاری استفاده می‌شود این مشکل را ندارد. او کشف کرد که کشتی‌های قرار گرفته در اقیانوس اطلس شمالی در معرض دماهایی قرار می‌گیرند که می‌توانند به زیر نقطه بحرانی‌ای برسد که در آن فولاد از خاصیت شکل‌پذیری و نرمی خود به خاصیت تردی تغییر خاصیت می‌دهد و به ترک‌ها اجازه می‌دهد به راحتی شروع شوند و جوانه بزنند. ساختار بدنه که عمدتاً با روش جوش‌کاری ساخته شده بود، به ترک‌های کوچک اجازه می‌داد تا بدون هیچ مانعی پخش شوند و قلمه بزنند، و این برخلاف بدنه‌ای بود که از صفحات جداگانه پرچ‌شده به هم، ساخته شده بود. یکی از انواع رایج ترک‌ها، در گوشه مربعی دریچه که با یک درز جوش داده شده منطبق می‌شد، متمرکز می‌شد که هر دوی گوشه دریچه و درز جوش داده شده را به محلی برای تمرکز تنش تبدیل می‌کرد. علاوه بر این، کشتی‌ها، اغلب به‌شدت و بیشتر از حد مجاز بارگیری می‌شدند و این موضوع تنش‌ها را افزایش می‌داد و برخی از مشکلات در هنگام وقوع یا پس از طوفان‌های شدید در دریا رخ می‌داد که این دو موضوع هر کشتی‌ای را در معرض خطر قرار می‌داد. اصلاحات جزئی در دریچه‌ها و تقویت‌کننده‌های مختلفی در کشتی‌های لیبرتی برای رفع مشکل ترک‌خوردگی اعمال شدند. کشتی جانشین آن یعنی ویکتوری، از همان فولاد با طراحی بهبود یافته برای کاهش خستگی احتمالی استفاده کرد.

### استفاده برای انتقال نیروی انسانی

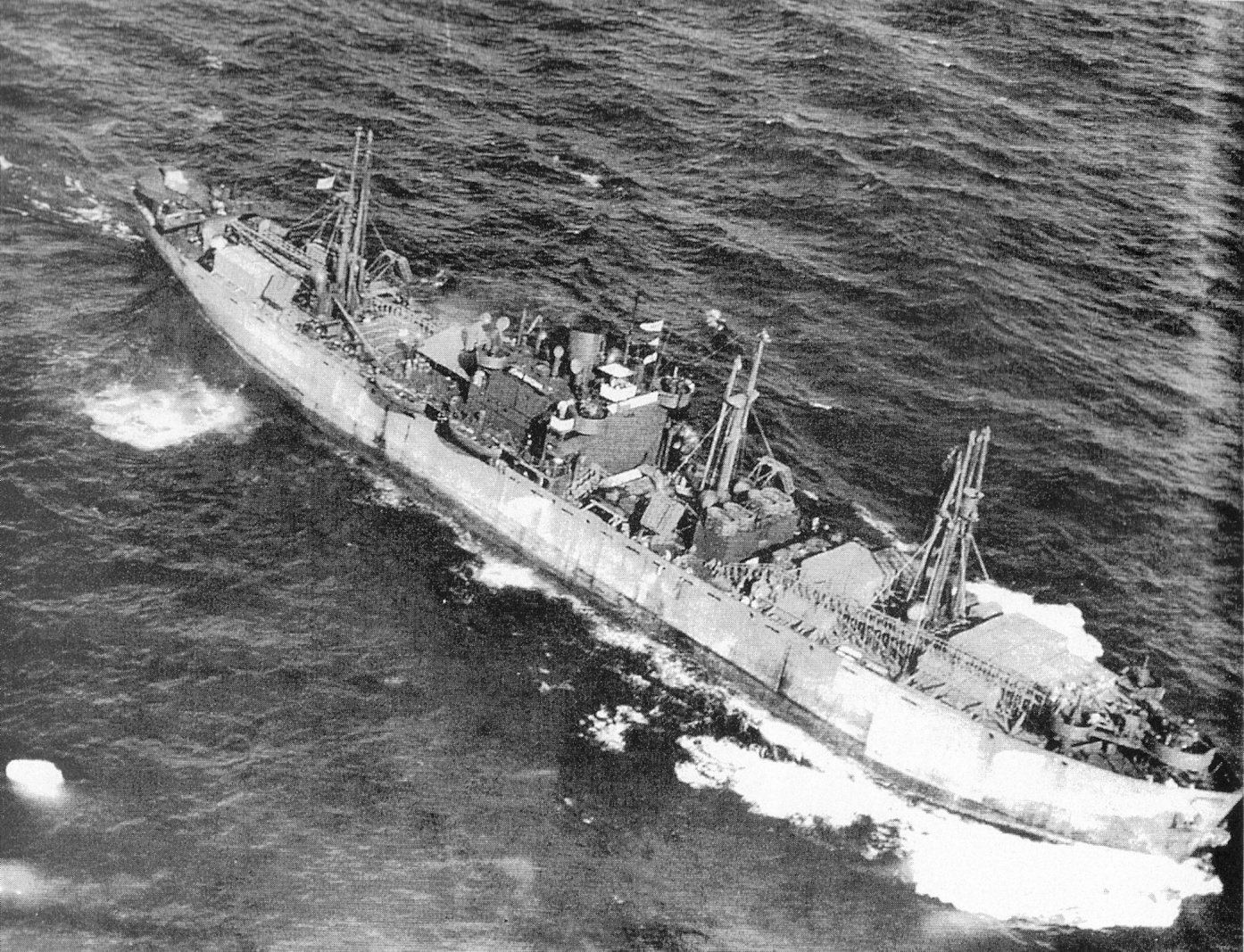
تصویر هوایی از SS John W. Brown که در حال خارج شدن از سواحل ایالات متحده و حمل بار عرشه‌ای عظیم پس از تبدیلش به یک «کشتی نفربر (حمل نیروی انسانی) ظرفیت محدود» می‌باشد. این عکس احتمالاً در تابستان ۱۹۴۳ در جریان دومین دریانوردی این کشتی گرفته شده‌است.

در سپتامبر ۱۹۴۳، برنامه‌های استراتژیک و کمبود کشتی‌های مناسب ایجاب می‌کردند که کشتی‌های لیبرتی برای استفاده اضطراری برای انتقال نیروهای انسانی در خدمت قرار بگیرند که درنهایت حدود ۲۲۵ کشتی برای این منظور تغییر کاربرد دادند. اولین تغییر کابردها با عجله توسط اداره کشتیرانی جنگی (WSA) انجام شدند تا کشتی‌ها بتوانند به کاروان‌هایی در مسیر شمال آفریقا برای عملیات مشعل بپیوندند. حتی پیش‌تر از آن، شاخهٔ خدمات تأمین تجهیزات ارتش ایالات متحده که زیرمجموعه فرماندهی منطقه جنوب غربی اقیانوس آرام بود، حداقل یکی از این کشتی‌ها به نام ویلیام الری چانینگ در استرالیا، را به یک ناو حمل‌کننده نیروهای تهاجمی باقابلیت پهلوگرفتن کرافت (LCIs و LCV) تغییر کاربرد داده بود. این کشتی پس از داده شدن مسؤولیت‌های مخصوص نیروی دریایی برای حملات آبی-خاکی، مجدداً به کشتی باری تغییری کاربری داد. دیگر کشتی‌ها در جنوب غربی اقیانوس آرام، با نصب آشپزخانه‌های صحرایی بر روی عرشه، سرویس‌های بهداشتی در فضای بین دریچه‌های شماره ۴ و شماره ۵، که آب آن‌ها توسط شیلنگ‌های متصل به شیر آتش‌نشانی تأمین می‌شد به‌طور موقت، برای انتقال نیرو برای عملیات‌های گینه نو تغییر کاربری دادند. در این کشتی‌ها حدود ۹۰۰ سرباز روی عرشه یا در فضای بین دو عرشه می‌خوابیدند. در حالی که بیشتر کشتی‌های لیبرتی تغییرکابری‌یافته برای حمل حداکثر ۵۵۰ سرباز در نظر گرفته شده بودند، سی و سه کشتی، برای حمل ۱۶۰۰ نفر برای دریانوردی‌های کوتاه‌تر از بنادر سرزمین اصلی ایالات متحده به آلاسکا، هاوایی و دریای کارائیب تغییر کاربری یافتند.
موضوع ترک‌های بدنه، نگرانی گارد ساحلی ایالات متحده را برانگیخت. این نگرانی منجر به توصیه‌ای شد که در نهایت باعث شد کشتی‌های لیبرتی در فوریه ۱۹۴۴ از حمل نیرو خارج شوند. این را نیز باید ذکر کرد که تعهدات نظامی، مستلزم استفاده ادامه‌دار از آنها بود. مشکل پراهمیت‌تر این کشتی‌ها، عدم تناسب کلی این کشتی‌ها برای کاربرد انتقال سربازان بود. به‌ویژه با تغییر کاربردهای عجولانه‌ای که در سال ۱۹۴۳ انجام شد، که انتقادات قابل‌توجهی را در مورد به‌هم ریختگی فضا، نحوه ذخیره‌سازی آب و غذا، بهداشت، گرمایش/تهویه و کمبود امکانات پزشکی به همراه داشت. پس از پیروزی متفقین در شمال آفریقا، حدود ۲۵۰ کشتی لیبرتی مأمور انتقال اسیران جنگی به ایالات متحده شدند. تا نوامبر ۱۹۴۳، رئیس زیرشاخهٔ حمل و نقل ارتش، سرلشکر چارلز پی. گروس، و WSA، که مأمورین آنها کشتی‌ها را اداره می‌کردند، در مورد ارتقای کیفی کشتی‌ها به توافق رسیدند. اما الزامات عملیاتی ایجاب می‌کرد که حداکثر تعداد نیروهای منتقل شده در کشتی‌های لیبرتی از ۳۵۰ به ۵۰۰ نفر افزایش یابد. افزایش تولید کشتی‌های مناسب‌تر باعث شد تا کشتی‌های لیبرتی‌ای که با عجله تغییر کاربری داده شده بودند، تا ماه مه ۱۹۴۴ به فعالیت‌های باری بازگردند. علیرغم انتقادها، شروط، درخواست‌های نیروی دریایی از پرسنل خود برای سفر نکردن با کشتی‌های لیبرتی و حتی صدور بیانیهٔ سنا، نیازهای نظامی مستلزم استفاده از این کشتی‌ها بود. تعداد نیروها به ۵۵۰ نفر در ۲۰۰ کشتی لیبرتی برای اعزام مجدد به اقیانوس آرام افزایش یافت. نیاز به تغییر کاربرد کشتی‌ها به قابلیت حمل نیروی انسانی، بلافاصله در دورهٔ پس از جنگ نیز، به منظور بازگرداندن سربازان از خارج از کشور در اسرع وقت وجود داشت.

### استفاده در جنگ

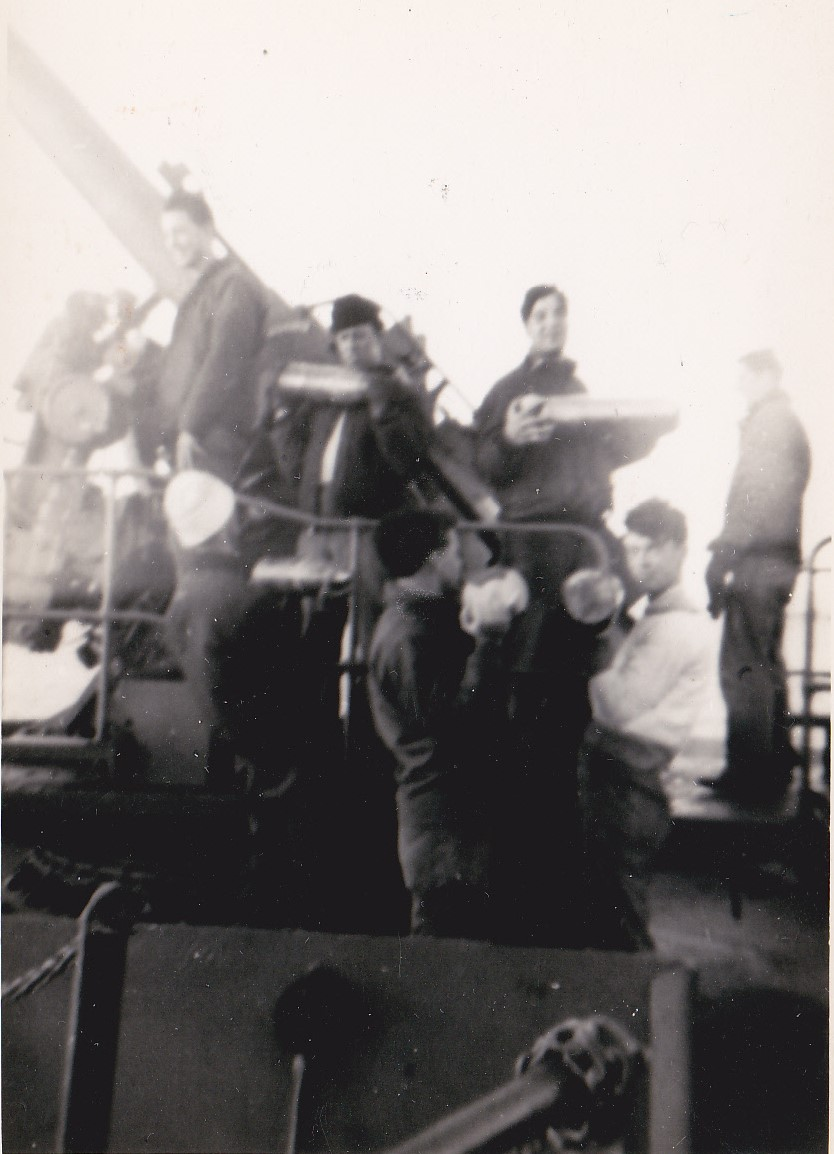
ملوانان در حال تمرین پر کردن خشاب توپ جنگی بر روی ناو SS Lawton B. Evans در سال ۱۹۴۳

در ۲۷ سپتامبر ۱۹۴۲، اس اس استیون هاپکینز اولین (و تنها) کشتی تجاری ایالات متحده بود که یک کشتی مهاجم روی‌سطحی آلمان را در طول جنگ غرق کرد. استفن هاپکینز که به آن دستور توقف داده شده بود، از تسلیم امتناع کرد و بنابراین کشتی مهاجم تجاری آلمانی به شدت مسلح Stier وکشتی همراه او یعنی کشتی Tannenfels، با یک مسلسل بر روی آن، آتش گشودند. اگرچه خدمه استیون هاپکینز بسیار دچار سختی شده بودند، اما خدمه، گارد مسلح اسلحه ۴ اینچی (۱۰۰ میلی‌متری) کشتی را پس از کشته شدن هر یک از آنان، با داوطلبان جایگزین کردند. درگیری کوتاه بود ولی سرانجام هر دو کشتی غرق شدند.
در ۱۰ مارس ۱۹۴۳، SS Lawton B. Evans به تنها کشتی‌ای تبدیل شد که از حمله زیردریایی آلمانی U-221 جان سالم به در برده‌بود. درهمان سال، از ۲۲ تا ۳۰ ژانویه ۱۹۴۴، لاتون بی. ایوانز در نبرد آنزیو در ایتالیا شرکت داشت و در طول یک دوره هشت روزه، تحت بمباران‌های مکرر توپخانه‌های ساحلی و هواپیماها قرار داشت. این کشتی در این ۸ روز، رگبار طولانی ترکش، آتش مسلسل و بمب را تحمل کرد. خدمه اسلحه‌ها، با شلیک گلوله به مقابله با مهاجمان پرداختند و پنج هواپیمای آلمانی را ساقط کردند که منجر به اجرای موفقیت‌آمیز عملیات ورود به ساحل شد.

### دوران پس از جنگ

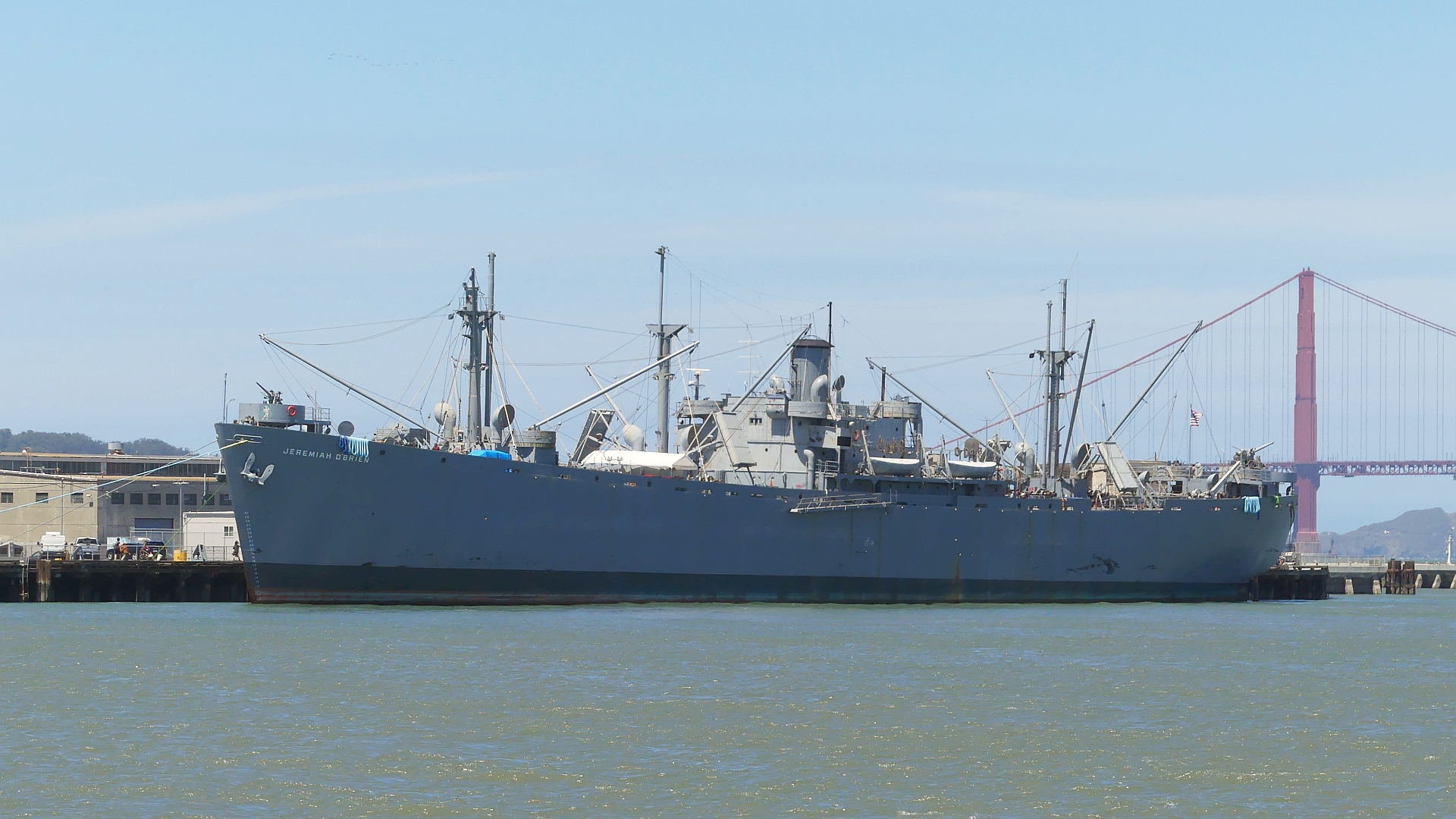
کشتی SS Jeremiah O'Brien، سال ۲۰۲۲

بیش از ۲۴۰۰ کشتی لیبرتی از جنگ، جان سالم به در بردند. از این تعداد، ۸۳۵ فروند کشتی، ناوگان باری در دوران پس از جنگ را تشکیل دادند. کارآفرینان یونانی ۵۲۶ فروند از این کشتی‌ها و ایتالیایی‌ها ۹۸ فروند از این کشتی‌ها را خریدند. بزرگان کشتیرانی از جمله جان فردریکسن، جان تئودوراکوپولوس، ارسطو اوناسیس، استاوروس نیارخوس، استاوروس جورج لیوانوس، برادران گولاندریس، و خانواده‌های Andreadis, Tsavliris, Achille Lauro, Grimaldi و Bottiglieri به این که تشکیل ناوگان خود را با کشتی‌های لیبرتی آغاز کرده بودند، شناخته می‌شدند. آندره آ کورادو، غول بزرگ کشتیرانی ایتالیایی در آن زمان و رهبر هیئت کشتیرانی ایتالیا، ناوگان خود را تحت برنامه خرید کشتی لیبرتی بازسازی کرد. Weyerhaeuser ناوگانی متشکل از شش کشتی لیبرتی (که بعداً به‌طور گسترده بازسازی و نوسازی شده بودند) را اداره می‌کرد که الوار، کاغذ روزنامه و محموله‌های عمومی را در سال‌ها پس از پایان جنگ جابه‌جا می‌کردند.
اصطلاح «محموله در قد و قواره لیبرتی» برای ۱۰۰۰۰ تن طولانی (۱۰۲۰۰ تن) ممکن است همچنان درصنعت حمل و نقل دریایی، از آن زمان بر جای مانده باشد.
برخی از کشتی‌های لیبرتی پس از جنگ، به دلیل مین‌های دریاییای که به اندازه کافی پاکسازی نشده بودند، از دست رفتند. پیر گیبو پس از برخورد با یک مین در منطقه ای که پیش‌تر اعلام شده بود پاکسازی شده‌است، در آب‌های یونان نزدیک به جزیره کیثیرا در ژوئن ۱۹۴۵،  نابود شد و در همان ماه، کالین پی کلی جونیور خسارت‌های جبران ناپذیری را به خاطر برخورد مین در بندر Ostend بلژیک را متحمل شد.  در آگوست ۱۹۴۵، ویلیام جی پالمر که در حال حمل اسب‌هایی از نیویورک به تریست بود، ۱۵ دقیقه پس از برخورد با مین در چند مایلی مقصد، واژگون و غرق شد. همه خدمه و شش اسب نجات یافتند. ناتانیل بیکن در دسامبر ۱۹۴۵ به یک میدان مین در نزدیکی Civitavecchia ایتالیا برخورد کرد، آتش گرفت اما به ساحل آورده شد و به دو نیمه تقسیم شد. بخش بزرگتر روی بدنه نیمه‌کاره کشتی لیبرتی دیگری جوش داده شد تا یک کشتی جدید با ۳۰ فوت طول بیشتر به نام Boccadasse ساخته شود.
در اواخر دسامبر ۱۹۴۷، رابرت دیل اوون که به کالیوپی تغییر نام داده بود و تحت پرچم یونان دریانوردی کرد، بعد از برخورد با یک مین دریایی به سه تکه تقسیم شد و در دریای آدریاتیک شمالی غرق شد. از دیگر کشتی‌های لیبرتی‌ای پس از جنگ در اثر مین از بین رفتند، می‌توان به جان وولمن، کالوین کولیج، سایروس آدلر، و لرد دلور اشاره کرد.

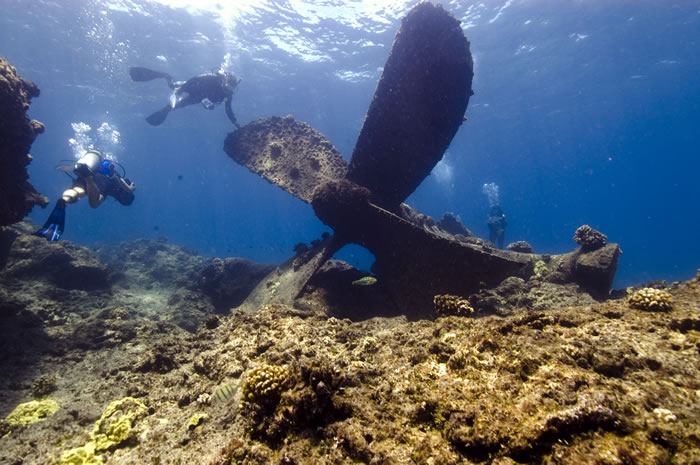
پروانه کشتی لیبرتی Quartette که در سال ۱۹۵۲ در جزیره مرجانی پرل و هرمس اقیانوس آرام به گل نشست.

در ۲۱ دسامبر ۱۹۵۲، SS Quarette، یک کشتی لیبرتی به طول ۴۲۲ فوت (۱۲۹ متر) با وزن ۷۱۹۸ تن، با سرعت ۱۰٫۵ نات دریایی (۱۹ کیلومتر در ساعت؛ ۱۲ مایل در ساعت) به صخره شرقی جزیره مرجانی پرل و هرمس برخورد کرد.. کشتی توسط امواج خشن و بادهایی با سرعت ۳۵ مایل در ساعت (۵۶ کیلومتر در ساعت) به مقدار بیشتری در درون صخره‌ها کشیده شد که این اتفاق باعث فرو ریختن کمان جلویی شد و به دو نگهدارنده جلویی کشتی آسیب رساند. خدمه این کشتی توسط SS Frontenac Victory در همان روز تخلیه شدند. یدک‌کش نجات Ono در ۲۵ دسامبر به آنجا رسید تا تلاش‌های خود را برای کشیدن کشتی بیرون از صخره‌ه انجام دهد، اما هوای طوفانی، ایجاب می‌کرد تا این عملیات نجات، با تأخیر روبرو شود. در ۳ ژانویه، قبل از اینکه تلاش دیگری برای نجات انجام شود، لنگرهای کشتی پاره و قطع شدند و کشتی بر روی صخره منفجر شد. این رخداد یک ضرر همه‌جانبه به حساب می‌آمد. چند هفته بعد، صفحات حمل‌کننده اصلی از وسط شکستند و هر دو قطعه غرق شدند. خرابه‌های کشتی اکنون به عنوان یک صخره مصنوعی ادای وظیفه می‌کنند و زیستگاه بسیاری از گونه‌های ماهی را می‌باشند.
در سال ۱۹۵۳، سازمان اعتبار کالا (CCC) شروع به ذخیره غلات مازاد در کشتی‌های لیبرتی واقع در رودخانه هادسون، رودخانه جیمز، المپیا و ناوگان ذخیره دفاع ملی آستوریا کرد. در سال ۱۹۵۵، ۲۲ کشتی در ناوگان رزرو خلیج سوئیسون از بارگیری غلات مرخص شدند و سپس به ناوگان المپیا منتقل شدند. در سال ۱۹۵۶، چهار کشتی از ناوگان ویلمینگتون مرخص شدند و با بارگیری غلات به ناوگان رودخانه هادسون منتقل شدند.
بین سال‌های ۱۹۵۵ و ۱۹۵۹، ۱۶ کشتی سابق لیبرتی مجدداً توسط نیروی دریایی ایالات متحده خریداری شدند و به کشتی‌های راداری کلاس گاردین برای حصار اقیانوس اطلس و اقیانوس آرام تبدیل شدند.
در دهه ۱۹۶۰، سه کشتی لیبرتی و دو کشتی ویکتوری دوباره فعال شدند و به کشتی‌های تحقیقاتی فنی با نشان طبقه‌بندی بدنه AGTR (امداد و تحقیقات فنی) تبدیل شدند و برای جمع‌آوری اطلاعات الکترونیکی و وظایفو ماموریت‌های راداری توسط نیروی دریایی ایالات متحده مورد استفاده قرار گرفتند. کشتی‌های لیبرتی اس‌اس ساموئل آر. آتیکن به USS Oxford، کشتی SS Robert W. Hart به USS Georgetown، کشتی SS J. Howland Gardner به USS Jamestown و کشتی‌های ویکتوری SS Iran Victory به USS Belmont و SS Simmons Victory به USS Liberty تغییر نام دادند. همه این کشتی‌ها در سال‌های ۱۹۶۹ و ۱۹۷۰ یا از فهرست کشتی‌های دریایی خارج شدند.
یو اس اس لیبرتی یک کشتی تحقیقاتی فنی کلاس بلمونت (کشتی جاسوسی الکترونیک) بود که در طول جنگ شش روزه ۱۹۶۷، مورد حمله نیروهای دفاعی اسرائیل قرار گرفت. آن کشتی در طی جنگ جهانی دوم به عنوان SS Simmons Victory ساخته شده بود و به عنوان یک کشتی ویکتوری باری خدمت می‌کرد.

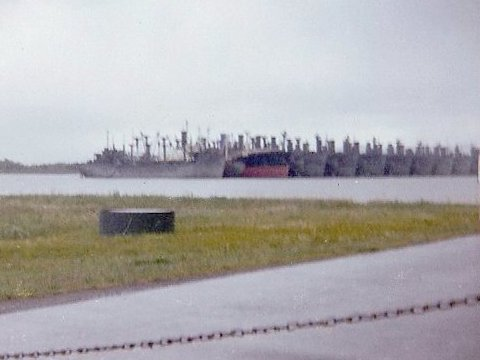
کشتی‌های لیبرتی ذخیره و نگهداری شده در Tongue Point آستوریا در ایالت اورگان. سال ۱۹۶۵

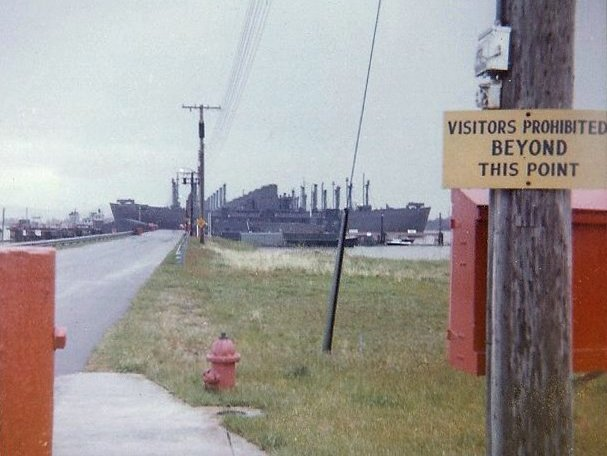
کشتی‌های لیبرتی ذخیره و نگهداری شده در Tongue Point آستوریا در ایالت اورگان. سال ۱۹۶۵

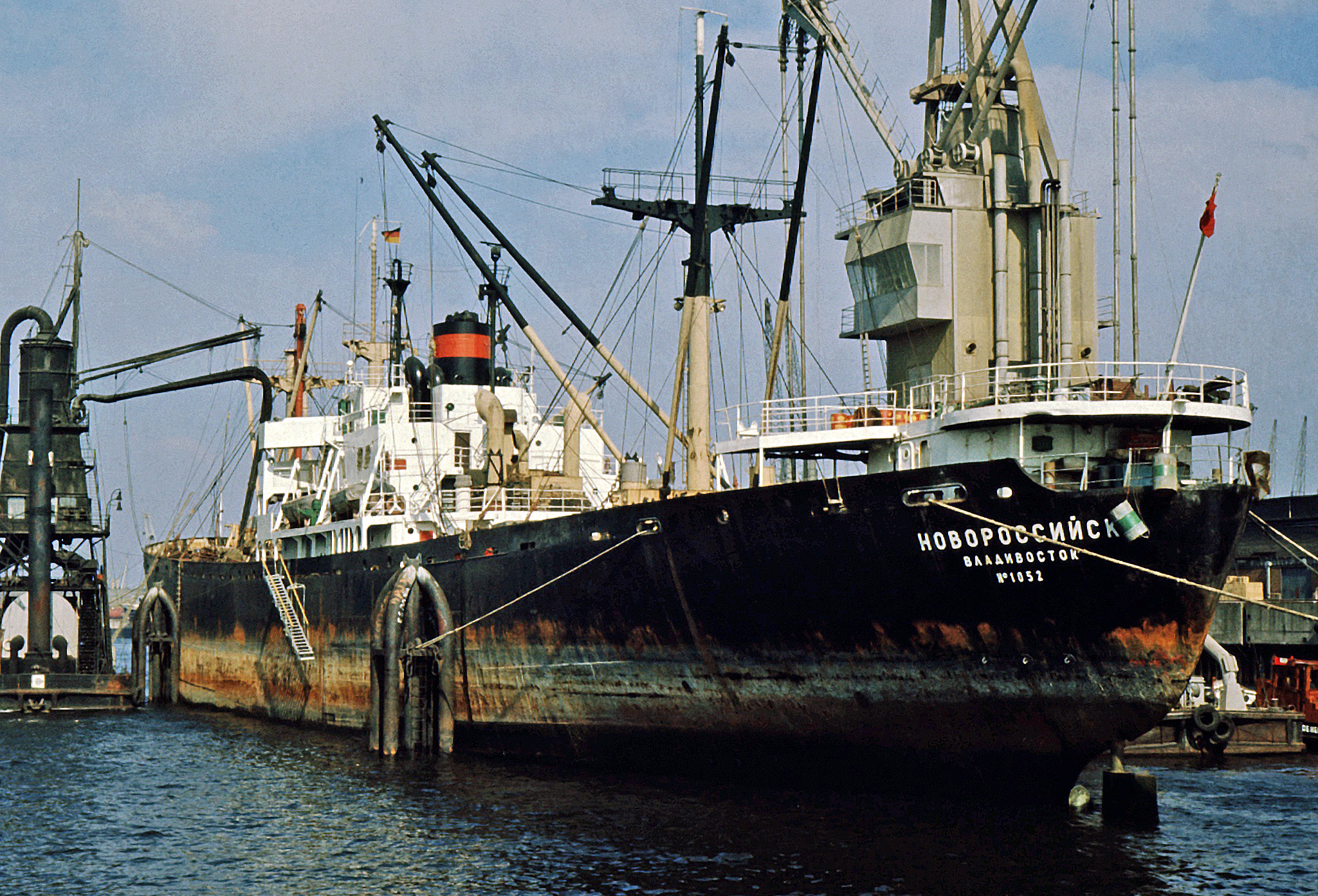
کشتی Novorossiysk که در سال ۱۹۴۳ به شوروی تحویل داده شد و تا ۱۹۷۴ نیز به دریانوردی ادامه داد.

از سال ۱۹۴۶ تا ۱۹۶۳، ناوگان ذخیره آماده‌به‌خدمت اقیانوس آرام و زیرشاخه گروه رودخانه کلمبیا، ۵۰۰ کشتی را در اختیار داشت.
در سال ۱۹۴۶، کشتی‌های لیبرتی در ناوگان رزرو آماده به خدمت رودخانه هادسون در نزدیکی تاری‌تاون شهر نیویورک قرار گرفتند. این ناوگان در اوج ظرفیت نگهداری خود در سال ۱۹۶۵، ۱۸۹ بدنه را در خود ذخیره کرده بود. آخرین دو کشتی باقیمانده در سال ۱۹۷۱ برای قراضه‌سازی بدنه به اسپانیا فروخته شدند و ناوگان آماده‌به‌خدمت برای همیشه تعطیل شد.

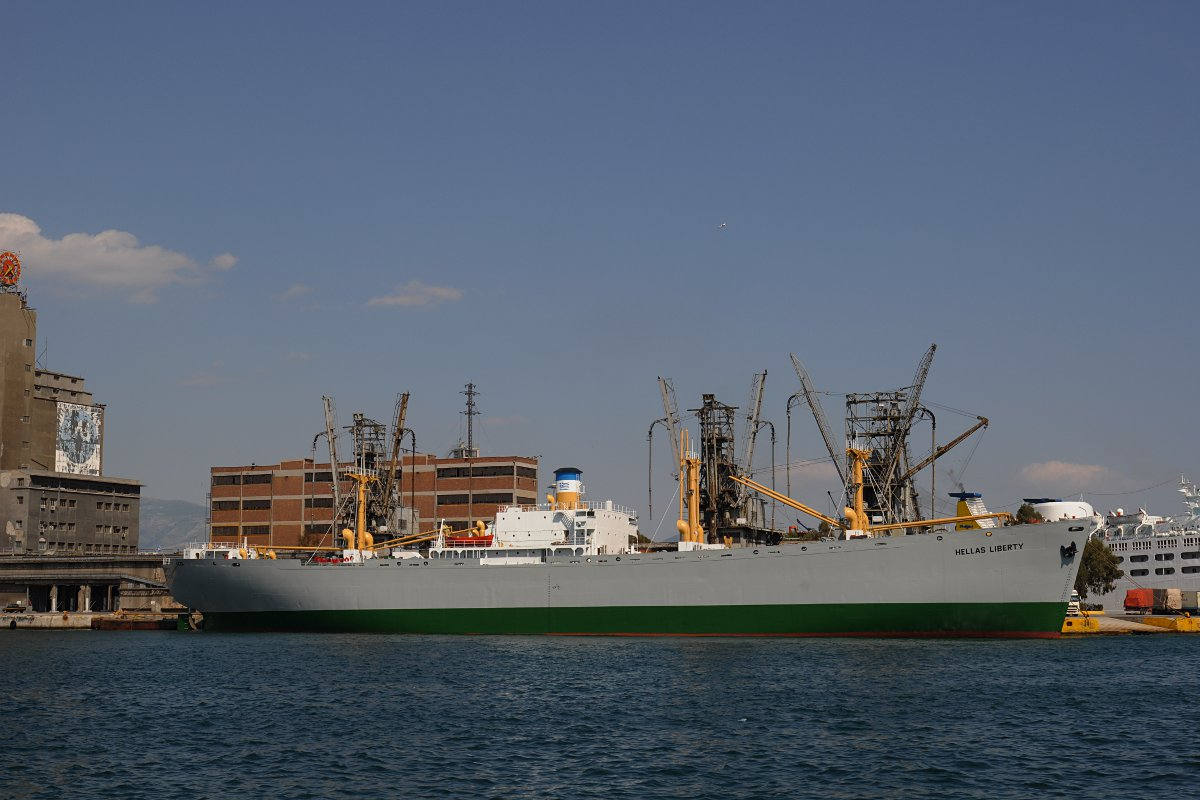
کشتی SS Hellas Liberty (با نام سابق SS Arthur M. Huddell) در ژوئن ۲۰۱۰.

تنها دو کشتی عملیاتی لیبرتی، اس اس جان دبلیو براون و اس اس جرمیا اوبراین باقی مانده‌اند. جان دبلیو براون، وظیفه‌ای طولانی به عنوان یک کشتی مدرسه را داشته‌است و همچنین دستخوش بسیاری از تغییرات داخلی بوده‌است، این در حالی است که جرمیا اوبراین تا حد زیادی در شرایط اولیه خود باقی مانده‌است. هر دو هم‌اکنون کشتی‌های موزه‌ای هستند که امروزه نیز مرتباً به دریا می‌روند. در سال ۱۹۹۴، جرمیا اوبراین برای پنجاهمین سالگرد ورود به نرماندی، از سانفرانسیسکو به انگلستان و فرانسه رفت، و این کشتی تنها کشتی بزرگی از ناوگان اصلی عملیات Overlord بود که در سالگرد شرکت داشت. در سال ۲۰۰۸، SS Arthur M. Huddell، یک کشتی که در سال ۱۹۴۴ به یک منتقل کننده لوله برای پشتیبانی از عملیات پلوتو تبدیل شده بود، به یونان منتقل شد و به موزه شناوری برای بیان تاریخ دریایی تجاری یونان تبدیل شد. با این وجود که قطعات اصلی گم شده بازسازی شده بودند، این کشتی دیگر عملیاتی نیست.
کشتی‌های لیبرتی چندین دهه پس از به آب انداختنشان، همچنان، به کارکرد «کمتر از تمام توان» خود ادامه می‌دهند. در پورتلند ایالت اورگان، بدنه‌های ریچارد هنری دانا و جین آدامز به عنوان پایه‌های اسکله‌های شناور عمل می‌کنند. اس اس آلبرت ام. بو با نام ستاره کودیاک بای یک کارخانه کنسروسازی محصور در خشکی در بندر کودیاک در ۵۷ درجه و ۴۷ دقیقه و ۱۲ اینچ شمالی ۱۵۲ درجه و ۲۴ دقیقه و ۱۸ اینچ باختری کماکان خدمت می‌کند.
اس اس چارلز اچ. کاگل به MH-1A (با نام دیگر USS Sturgis)(نوعی تأمین کننده انرژی هسته‌ای شناور) تبدیل شد. MH-1A یک نیروگاه هسته ای شناور و اولین نیروگاهی از این نوع بود که تا به حال ساخته شده بود. MH-1A برای تولید برق در منطقه کانال پاناما از سال ۱۹۶۸ تا ۱۹۷۵ استفاده می‌شد. همچنین از آن به عنوان یک نیروگاه تولید آب شیرین نیز استفاده می‌شد. این کشتی هم‌اکنون در ناوگان ذخیره آماده‌به‌خدمت رودخانه جیمز لنگر انداخته‌است.
از سال ۱۹۵۸، پنجاه و هشت کشتی لیبرتی، ۷۰ فوت (۲۱ متر) افزایش طول داده شدند. این اقدام، برای این کشتی‌ها، امکان حمل ۶۴۰ تن طولانی (۶۵۰ تن) بار اضافی با ارزش افزوده زیاد را فراهم کرد. عرشه این کشتی‌ها نیز در اواسط دهه ۱۹۶۰، بر اساس طرحی از طراح ناو، لون لیواس، محصور گردید.
در دهه ۱۹۵۰، اداره دریانوردی برنامه تغییر کاربرد کشتی‌های لیبرتی و بهبود موتور آن‌ها را تصویب کرد که هدف از آن افزایش سرعت کشتی‌های لیبرتی به ۱۵ گره (۲۸ کیلومتر در ساعت؛ ۱۷ مایل در ساعت) بود تا این کشتی‌ها را با نمونه‌های مدرن‌تر رقابت‌پذیرتر می‌کرد و این برنامه همچنین فرصتی را برای کسب تجربه با سیستم‌های پیشران جایگزین به ارمغان می‌آورد. چهار کشتی در طی برنامه ۱۱ میلیون دلاری تغییر کاربرد دادند. SS Benjamin Chew کندانسورهای موجود خود را اصلاح کرده بود و یک سوپرهیتر و توربین دنده‌ای جدید نصب کرده بود تا قدرت کشتی از ۲۵۰۰ اسب بخار به ۶۰۰۰ اسب بخار افزایش یابد. اس اس توماس نلسون کمان خود را طولانی‌تر کرد، موتورهای دیزلی را به جای موتور بخار اصلی نصب کرد، و جرثقیل‌های متحرک را به جای چرخ دنده اصلی حمل بار نصب کرد. کشتی GTS (کشتی توربین گاز) جان سرجنت کمان خود را طولانی‌تر کرد و موتور بخار آن با یک توربین گازی ساخت جنرال الکتریک ۶۶۰۰ اسب بخاری جایگزین شد که از طریق چرخ دنده کاهشی به یک پروانه با گام برگشت‌پذیر متصل شده بود. جان سرجنت در کل یک موفقیت محسوب می‌شد، اما مشکلات مربوط به پروانه با گام برگشت‌پذیر پس از سه سال آزمایش‌های متعدد به پایان رسید. کشتی نوع GTS ویلیام پترسون کمان خود را طولانی‌تر کرد و موتور بخار آن با با ۶ ژنراتور گاز پیستون آزاد ساخت جنرال الکتریک جنرال الکتریک که با نام GE-14 شناخته می‌شدند و متصل به دو توربین برگشت‌پذیر و در مجموع ۶۰۰۰ اسب بخار خروجی بودند، جایگزین شد. ویلیام پترسون به عنوان یک شکست محسوب می‌شد زیرا ضریب اطمینان پایینی داشت و مقیاس پذیری طراحی آن ضعیف بود. هر چهار کشتی با نفت کوره از نوع Bunker C تغذیه می‌شدند، این را نیز باید گفت که جان سرجنت به سوخت با کیفیتی نیاز داشت که در بنادر محدودی موجود بود و همچنین برای کاهش آلاینده‌ها نیاز به ترمیم و تقویت بیشتری داشت. سه کشتی از موارد فوق در سال‌های ۱۹۷۱ یا ۱۹۷۲ و توماس نلسون مجهز به دیزل در سال ۱۹۸۱ اسقاط شد.
در سال ۲۰۱۱، خدمات پستی ایالات متحده یک تمبر پستی منتشر کرد که نشان دهنده کشتی لیبرتی به عنوان بخشی از مجموعهٔ کشتی‌های تجاری ایالات متحده بود.

## کارخانه‌های کشتی‌سازی سازنده کشتی لیبرتی
کشتی‌های لیبرتی مجموعاً در ۱۸ کارخانه در کنار سواحل ایالات متحده با اقیانوس آرام، اقیانوس اطلس و سواحل خلیج ساخته می‌شدند:
- Alabama Drydock and Shipbuilding، موبیل، ایالت آلاباما
- Bethlehem-Fairfield Shipyard، بالتیمور، ایالت مریلند
- California Shipbuilding Corporation، لوس آنجلس، ایالت کالیفرنیا
- Delta Shipbuilding Corporation، نیو اورلینز، ایالت لوییزیانا
- J.A. Jones Construction Company
  - پاناما سیتی، ایالت فلوریدا
  - برونزویک، ایالت جیورجیا[۶۷]
- Kaiser Company، ونکوور، ایالت واشینگتن
- Marinship،سائوسالیتو، ایالت کالیفرنیا
- New England Shipbuilding Corporation، پورتلند جنوبی، ایالت مین: کارخانه شرقی و غربی هر دو در مساحت ۶۰ جریبی(۲۴۰۰۰۰ متر مربع) واقع شده بودند اما دو کارخانه تا سال ۱۹۴۲، تحت عناوین متفاوتی به تولید می‌پرداختند. در سال ۱۹۴۲ تحت شرایط قانونی سختگیرانه، رسماً به دو کارخانه مستقل تقسیم شدند:
  - East Yard
  - West Yard
- North Carolina Shipbuilding Company، ویلمینگتون، ایالات کارولینای شمالی
- Oregon Shipbuilding Corporation، پورتلند، ایالت اورگان
- Permanente Metals Corporation,(a Kaiser facility)، ریچموند، ایالت کالیفرنیا
  - Yard No. 1
  - Yard No. 2
- St. Johns River Shipbuilding، جکسونویل، ایالت فلوریدا
- Southeastern Shipbuilding Corporation، ساوانا، ایالت جیورجیا[۶۷]
- Todd Houston Shipbuilding، هیوستون، ایالت تگزاس
- .Walsh-Kaiser Co. , Inc، پراویدنس، ایالت رود آیلند

## کشتی‌های بازمانده
مجموعاً ۴ کشتی لیبرتی باقی ماندند:
- SS John W. Brown - این کشتی هم‌اکنون عملیاتی است و به عنوان کشتی-موزه در بندر بالتیمور ایالت مریلند مورد استفاده قرار می‌گیرد.
- SS Jeremiah O'Brien - این کشتی هم‌اکنون عملیاتی بوده و به عنوان کشتی-موزه مورد استفاده قرار می‌گیرد؛ این کشتی در لنگرگاه ۴۵ سانفرانسیسکو ایالت کالیفرنیا پهلو گرفته‌است.
- SS Arthur M. Huddell - در سال ۲۰۰۸ به یونان منتقل شد و به Hellas Liberty تغییر نام داد و به عنوان موزه دریایی در پیرئاس یونان، بازسازی شد.
- SS Albert M. Boe - این آخرین کشتی لیبرتی ساخته شده بود که در سال ۱۹۶۴ به مالکی خصوصی فروخته شد و به Star of Kodiak تغییرنام داد. از این کشتی برای کنسروسازی استفاده می‌شد و هم‌اکنون این کشتی در خشکی محصور شده‌است اما کماکان مقر اصلی شرکت Trident Seafoods در کودیاک ایالت آلاسکا می‌باشد.

## کشتی‌های رده لیبرتی
اصلی: لیستی از کشتی‌های لیبرتی

## برای مطالعهٔ بیشتر
- Lane, Frederic Chapin (2001) [1951]. Ships for Victory: A History of Shipbuilding under the U.S. Maritime Commission in World War II. Baltimore: Johns Hopkins University Press. ISBN 978-0-8018-6752-1. OCLC 45799004.
- Chiles, James R "The Ships That Broke Hilter's Blockade: How a crash effort by amateur shipbuilders turned out twenty-seven hundred Liberty freighters in four years" Winter 1988, Volume 3, Issue 3. Invention and Technology Magazine at American Heritage
- Lee, Bill "The Liberty Ships of World War II" An informative 30-page article about the ships, how they were built, and how they were used.

## لینک‌های اضافی
- SS Jeremiah O'Brien, Liberty museum ship moored at Fisherman's Wharf, San Francisco, California
- Liberty Ships built by the United States Maritime Commission in World War II
- Liberty Ships and Victory Ships, America's Lifeline in War بایگانی‌شده  در ۱۱ ژوئن ۲۰۰۷ توسط Wayback Machine A lesson on Liberty ships and Victory ships from the National Park Service's Teaching with Historic Places.
- Ships for Victory: J.A. Jones Construction Company and Liberty Ships in Brunswick, Georgia Eighty-four black-and-white photographs from the J.A. Jones Construction Company collection at the Brunswick-Glynn County Library that depict the company's World War II cargo ship building activities in its Brunswick, Georgia shipyard from 1943 to 1945.
- Project Liberty Ship – The Shipyards. بایگانی‌شده  در ۳۱ مه ۲۰۰۸ توسط Wayback Machine
- Summary of Constance Tipper's work – contains remarkable photo of fractured Liberty ship still afloat.
- Danger presented by the wreck of liberty ship اس‌اس Richard Montgomery.
- Shipbuilding under the United States Maritime Commission, 1936 to 1950
- Liberty Ships and World War II – A Role Model
- The Last Liberty Ship: Kaiser (video)
- Brunswick's "Liberty Ships" historical marker